# العلاقات السعودية الماليزية
تُشير العلاقات الماليزية السعودية إلى العلاقات الحالية والتاريخية بين ماليزيا والمملكة العربية السعودية. لدى المملكة العربية السعودية سفارة في كوالالمبور، بينما لدى ماليزيا مفوضية عليا في الرياض وقنصلية عامة في جدة. العلاقات الدبلوماسية والاقتصادية بين البلدين وثيقة للغاية، والبلدين مع أعضاء في منظمة التعاون الإسلامي (OIC).

## التاريخ
تم تأسيس العلاقات الدبلوماسية بين البلدين في أوائل عام 1960، ومنذ ذلك الحين وهي تقوم على الاحترام المتبادل، كما يعمل البلدان على تطوير هاته العلاقات في جميع المجالات. افتتحت المملكة العربية السعودية سفارتها في كوالالمبور في عام 1961 إلى جانب افتتاح السفارة الماليزية في الرياض. قام العاهل السعودي الملك فيصل بزيارته الأولى لماليزيا في صيف عام 1970. تلا ذلك زيارة للملك عبد الله في نهاية يناير 2006 بهدف اكتشاف سبل جديدة للتعاون. في أوائل عام 2017، زار الملك سلمان ماليزيا بهدف تطوير العلاقات الاقتصادية بين البلدين. خلال زيارته، مُنحت للملك دكتوراه فخرية في الآداب من جامعة مالايا ودكتوراه فخرية في العلوم السياسية من الجامعة الإسلامية العالمية في ماليزيا.

## العلاقات الاقتصادية
تُعد المملكة العربية السعودية ثاني أكبر شريك تجاري لماليزيا في الشرق الأوسط، حيث أن 60٪ من إجمالي صادرات ماليزيا مُوجهة إلى المملكة العربية السعودية، وتشمل زيت النخيل والمنتجات الزراعية الأخرى القائمة على النخيل والآلات والمعدات وقطع الغيار والأغذية المصنعة والمنتجات الكهربائية والإلكترونية. إلى غاية عام 2016، زار أكثر من 100,000 سعودي ماليزيا، وبلغ حجم التبادلات التجارية أكثر من 13.2 مليار رينغيت ماليزي. في عام 2017، وقعت شركة أرامكو السعودية صفقة مع شركة بتروناس بقيمة 7 مليارات دولار للحصول على حصة 50٪ في مشروع ضخم لتكرير النفط الماليزي في جوهور. في نفس السنة، تم توقيع سبع مذكرات تفاهم أخرى تشمل مجال البناء، المنتجات الحلال، والفضاء و خدمات الحج، وتبلغ القيمة الإجمالية لهاته الاتفاقيات 9.74 مليار رينغيت ماليزي.

## العلاقات الأمنية
في 18 أبريل 2011، وقعت السعودية وماليزيا في الرياض اتفاقية تعاون أمني واستخباراتي تهدف لمكافحة الإرهاب ومحاربة المجموعات الإجرامية.
وتشمل الاتفاقية التعاون في مجالات مكافحة الإرهاب الدولي وتمويل الإرهاب والجريمة المنظمة وجرائم المخدرات والتزوير وتزييف العملات وتهريب الأسلحة والاتجار غير المشروع بها والجرائم الاقتصادية وغسيل الأموال وجرائم الأمن المعلوماتي. وركزت الاتفاقية بصورة كبيرة على تبادل المعلومات الأمنية بين الجانبين إضافة إلى تبادل الخبرات والتعاون في مجال التدريب الأمني.
في عام 2015، ضمت المملكة العربية السعودية ماليزيا ضمن التحالف الإسلامي العسكري لمحاربة الإرهاب (IMA).

## مقارنة بين البلدين
هذه مقارنة عامة ومرجعية للدولتين:
| وجه المقارنة                                              | السعودية        | ماليزيا       |
| --------------------------------------------------------- | --------------- | ------------- |
| المساحة (كم2)                                             | 2.25 مليون      | 330.29 ألف    |
| عدد السكان (نسمة)                                         | 33.00 مليون     | 31.62 مليون   |
| الكثافة السكانية (ن./كم²)                                 | 14.67           | 95.73         |
| العاصمة                                                   | الرياض          | كوالالمبور    |
| اللغة الرسمية                                             | اللغة العربية   | لغة ماليزية   |
| العملة                                                    | ريال سعودي      | رينغيت ماليزي |
| الناتج المحلي الإجمالي (بليون دولار)                      | 769,878 مليار   | 314.50 مليار  |
| الناتج المحلي الإجمالي (تعادل القوة الشرائية) بليون دولار | 1,796,205 مليون | 817.43 مليار  |
| الناتج المحلي الإجمالي الاسمي للفرد دولار أمريكي          | 20.139 ألف      | 9.77 ألف      |
| الناتج المحلي الإجمالي للفرد دولار أمريكي                 | 31,245 ألف      | 25.64 ألف     |
| مؤشر التنمية البشرية                                      | 0.837           | 0.779         |
| رمز المكالمات الدولي                                      | +966            | +60           |
| رمز الإنترنت                                              | .sa             | .my           |
| المنطقة الزمنية                                           | ت ع م+03:00     | ت ع م+08:00   |